# 焦裕禄 (电影)
《焦裕禄》是1990年上映的中国大陆剧情片，由峨嵋电影制片厂出品，王冀邢执导，李雪健、李仁堂、周宗印等主演，讲述了焦裕禄在兰考工作期间无私奉献、为人民服务的故事。

## 奖项
影片曾获1991年第11届中国电影金鸡奖最佳故事片奖。